# Samantha Prahalis
Samantha Rose Prahalis (Commack, 23 gennaio 1990) è un'ex cestista statunitense, professionista nella WNBA.

## Carriera
È stata selezionata dalle Phoenix Mercury al primo turno del Draft WNBA 2012 (6ª scelta assoluta).
Alla sesta giornata della Serie A1 2015-16, ha segnato 50 punti con la maglia del CUS Cagliari, migliore prestazione nei vent'anni precedenti nei campionati nazionali femminili in Italia.
Il 28 dicembre si trasferisce in Ungheria nel DVTK Miskolc.

## Palmarès
- WNBA All-Rookie First Team (2012)